# Nicolas Parlier
Nicolas Parlier (Burdeos, 23 de julio de 1995) es un deportista francés que compite en vela en la clase Formula Kite.
Ganó tres medallas de oro en el Campeonato Mundial de Formula Kite entre los años 2017 y 2019, y una medalla de oro en el Campeonato Europeo de Formula Kite de 2017.

## Palmarés internacional
| \| Campeonato Mundial \| Campeonato Mundial \| Campeonato Mundial \| Campeonato Mundial \| \| Año \| Lugar \| Medalla \| Clase \| \| ------------------ \| --------------------------- \| ------------------ \| ------------------ \| \| 2017 \| Mascate (Omán) \| Medalla de oro \| Formula Kite \| \| 2018 \| Aarhus (Dinamarca) \| Medalla de oro \| Formula Kite \| \| 2019 \| Campione del Garda (Italia) \| Medalla de oro \| Formula Kite \| \| Campeonato Europeo \| \| \| \| \| Año \| Lugar \| Medalla \| Clase \| \| 2017 \| Estambul (Turquía) \| Medalla de oro \| Formula Kite \| |                             |                |              |
| Campeonato Mundial |                             |                |              |
| Año | Lugar                       | Medalla        | Clase        |
| 2017 | Mascate (Omán)              | Medalla de oro | Formula Kite |
| 2018 | Aarhus (Dinamarca)          | Medalla de oro | Formula Kite |
| 2019 | Campione del Garda (Italia) | Medalla de oro | Formula Kite |
| Campeonato Europeo |                             |                |              |
| Año | Lugar                       | Medalla        | Clase        |
| 2017 | Estambul (Turquía)          | Medalla de oro | Formula Kite |